# Krioukovo
Krioukovo (russe : Район Крюково) est un district municipal de Moscou dépendant du district administratif de Zelenograd. 
C'était autrefois un village du district municipal de Solnetchnogorsk, dans l'oblast de Moscou. Le recensement en 2002 évalue la population à 73 481 habitants, celui de 2021 à 104 185 habitants..

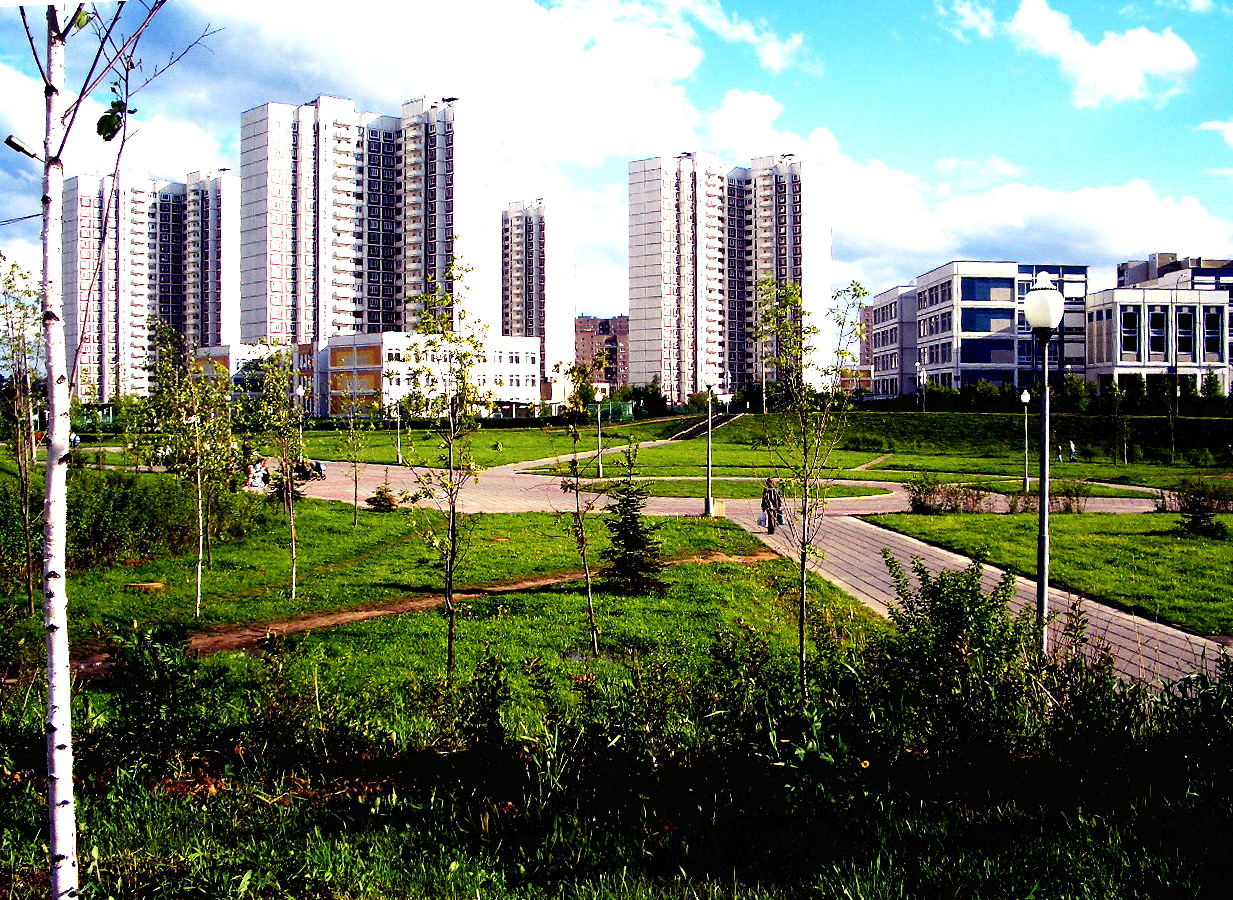
Zone moderne de Krioukovo : 16e microdistrict

La gare principale de Zelenograd est également appelée Krioukovo.

## Histoire
Durant la Seconde Guerre mondiale, les forces allemandes menant une offensive sur Moscou (entre octobre 1941 et janvier 1942), ont été arrêtées à Krioukovo, à 41 km de la capitale. Plusieurs monuments célèbrent ces événements à Krioukovo et dans ses environs.

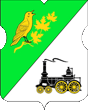
Armes du district
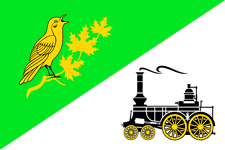
Drapeau du district